# 克馬多 (新墨西哥州)
克馬多（英語：Quemado）是位於美國新墨西哥州卡特倫縣的普查規定居民點。

## 人口
根據2020年美國人口普查的數據，克馬多的面積為4.66平方千米，當中陸地面積為4.64平方千米，而水域面積為0.02平方千米。當地共有人口163人，而人口密度為每平方千米34.98人。